# Distretto di Hisa-I-Awali Bihsud
Il distretto di Hisa-I-Awali Bihsud è un distretto dell'Afghanistan appartenente alla provincia del Vardak.